# Volksabstimmungen in der Schweiz 1955
Dieser Artikel bietet eine Übersicht der Volksabstimmungen in der Schweiz im Jahr 1955.
In der Schweiz fanden 1955 auf Bundesebene zwei Volksabstimmungen statt, beide im Rahmen eines Urnengangs am 13. März. Dabei handelte es sich um eine Volksinitiative und einen Gegenentwurf.

## Abstimmungen am 13. März 1955

### Ergebnisse
| Nr. | Vorlage | Art | Stimm- berechtigte | Abgegebene Stimmen | Beteiligung | Gültige Stimmen | Ja      | Nein    | Ja-Anteil | Nein-Anteil | Stände | Ergebnis |
| --- | --- | --- | ------------------ | ------------------ | ----------- | --------------- | ------- | ------- | --------- | ----------- | ------ | -------- |
| 174 | Bundesbeschluss vom 22. Dezember 1954 über die Volksinitiative «zum Schutz der Mieter und Konsumenten (Weiterführung der Preiskontrolle)» | VI  | 1'447'187          | 803'692            | 55,52 %     | 781'502         | 392'588 | 381'130 | 50,24 %   | 49,76 %     | 7:15   | nein     |
| 174 | Gegenentwurf zur Volksinitiative «zum Schutz der Mieter und Konsumenten»                                                                  | GE  | 1'447'187          | 803'692            | 55,52 %     | 781'502         | 317'934 | 449'087 | 40,68 %   | 59,32 %     | 8½:13½ | nein     |

### Mieter- und Konsumentenschutz
1952 hatte der Bund in einer Volksabstimmung die Kompetenz erhalten, die Preis-, Miet- und Pachtzinskontrolle in den Jahren 1953 bis 1956 in abgeschwächter Form weiterzuführen. 1953 wollte die SP das Referendum gegen die ihrer Ansicht nach ungenügenden Ausführungsbestimmungen ergreifen, verzichtete aber darauf, als der Schweizerische Gewerkschaftsbund eine Volksinitiative «zum Schutz der Mieter und Konsumenten» beschloss. Die Initiative stützte sich stark auf die bundesrätlichen Vorschläge zum Verfassungszusatz von 1952, der dann vom Parlament korrigiert worden war. Sie wollte dem Bund bis zum Jahr 1960 die Kompetenz erteilen, eine generelle Überwachung von Mieten, Pachtzinsen, Waren sowie industriellen und gewerblichen Leistungen vorzunehmen. Ebenso sollte der Bund Höchstpreise festlegen und preisregulierend eingreifen dürfen, sollte der Markt erheblich gestört sein. Die Befürworter priesen die Initiative als notwendige Massnahme zum Schutz der Arbeitnehmer und Konsumenten vor steigenden Preisen. Ebenso werde der Abbau der Kontrollmassnahmen an klare und faire Bedingungen geknüpft. Zu den Gegnern gehörten sämtliche bürgerlichen Parteien und verschiedene Verbände, die in der Regel die Annahme des Gegenentwurfs empfahlen. Die Annahme der Initiative führe zu einer Rückkehr zur Kriegswirtschaft und erfordere einen grossen Beamtenapparat. Zwar nahm knapp mehr als die Hälfte der Abstimmenden die Initiative an, sie scheiterte jedoch am Ständemehr.

### Gegenentwurf
Der vom Parlament beschlossene Gegenentwurf zur Mieter- und Konsumentenschutzinitiative sah lediglich die Verlängerung der bereits bestehenden abgeschwächten Massnahmen bis zum Jahr 1960 vor. Allerdings fand er beim Stimmvolk deutlich weniger Zuspruch, denn nur knapp zwei Fünftel der Abstimmenden wollten ihn annehmen. Hingegen war die Zahl der ablehnenden Stände etwas kleiner.